# Duim (vinger)

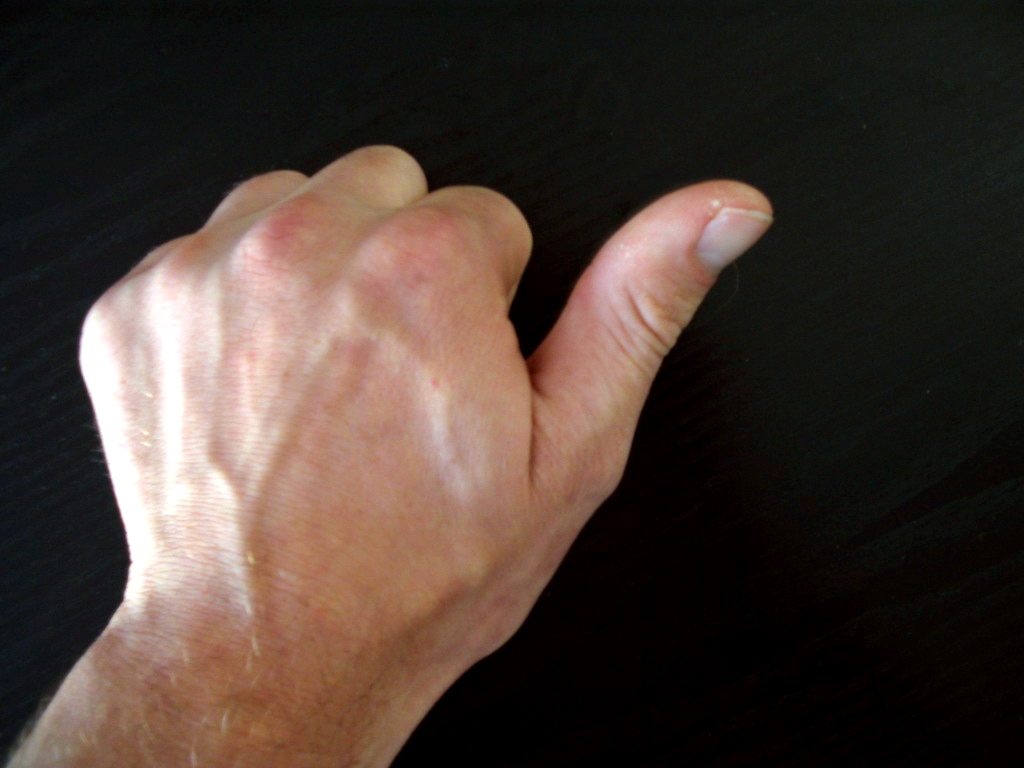
De duim

De duim (Latijn: pollex) is de dikste en op een na kortste vinger van de hand (de pink is het kortst). In de geneeskunde worden de vingers (Latijn: digitus) met romeinse cijfers genummerd beginnend bij de duim, die dus digitus I (dig. I) is.
De duim heeft, anders dan de andere vingers, twee in plaats van drie kootjes. Door het zadelgewricht en enkele extra spiertjes kan de duim echter, in tegenstelling tot onze andere vingers, in meer richtingen bewegen. De duim is opponeerbaar, dat wil zeggen dat men met de punt van de duim de punten van de andere vingers van dezelfde hand kan aanraken, een eigenschap die gedeeld wordt met de meeste primaten.

## Duimgebaren
- Voor de jaren 70 van de 20e eeuw gold het gebaar waarbij men de duim tussen wijs- en middelvinger stak en zo een vuist maakte als beledigend (leek op de ontlasting die uit de anus komt). Tegenwoordig steekt men de middelvinger omhoog.
- De vuist met de duim omhooggestoken is het gebaar voor: Dat is goed! 
  - Onder piloten betekent het: In orde. Dat kan zijn: Klaar voor vertrek. Een drinkgebaar gevolgd door de duim omhoog betekent: Ik heb nog genoeg brandstof.
  - Hetzelfde gebaar onder water betekent in duikerstaal: Naar boven!
  - In andere culturen zoals in Iran heeft ditzelfde gebaar een obscene betekenis (de opgerichte penis en het scrotum).
- De vuist met de duim naar beneden betekent in Nederland en België: Dat is niet goed! 
  - Onder water (duikers) is het: Naar beneden!
- het met de duim omhoog of omlaag wijzen werd (naar verluidt) door Romeinen in de gevechtsarena gebruikt om een gladiator die verslagen was te laten doden of juist te laten leven. Welk gebaar er precies gemaakt werd is onbekend.[1]
- De schrijver Allan Pease beschrijft het tonen van de duim als een machtsgebaar.
- Het (van voor naar omhoog naar achter) bewegen van de arm vergezeld met een opgestoken duim is een bekend gebaar voor lifters (In Zuidoost Europa kan dit zoals in Iran een obsceen gebaar betekenen).

## Trivia
- De breedte van de duim (± 2,5 cm) is de (oorspronkelijke) lengte van de maat de duim.
- Een klein persoon wordt ook wel duimpje of Klein Duimpje, naar het sprookjesfiguur, genoemd Ook een Tom Poes is hier naar genoemd.
- Als je iets uit je duim zuigt heb je iets verzonnen.
- Een skiduim is een letsel van het onderste gewrichtje van de duim.